# Onlay
Onlay ist eine französische Gemeinde mit 162 Einwohnern (Stand 1. Januar 2022) im  Département Nièvre in der Region Bourgogne-Franche-Comté (vor 2016 Bourgogne). Sie gehört zum Arrondissement Château-Chinon (Ville) und zum Kanton Château-Chinon (bis 2015 Châtillon-en-Bazois). Die Einwohner werden Onlayens genannt.

## Geographie
Onlay liegt etwa sechzig Kilometer ostsüdöstlich von Nevers im Morvan. Umgeben wird Onlay von den Nachbargemeinden Saint-Léger-de-Fougeret  im Norden und Osten, Achun im Norden und Nordosten, Villapourçon im Osten und Südosten, Ougny im Südosten, Préporché im Süden und Südwesten sowie Moulins-Engilbert im Westen und Nordwesten.

## Bevölkerungsentwicklung
| Jahr                       | 1962 | 1968 | 1975 | 1982 | 1990 | 1999 | 2006 | 2011 | 2016 |
| -------------------------- | ---- | ---- | ---- | ---- | ---- | ---- | ---- | ---- | ---- |
| Einwohner                  | 348  | 302  | 271  | 240  | 199  | 182  | 164  | 158  | 150  |
| Quellen: Cassini und INSEE |      |      |      |      |      |      |      |      |      |

## Sehenswürdigkeiten
- Kirche Notre-Dame-de-l’Assomption
- Schloss Levault aus dem 19. Jahrhundert
- Schloss Niauli aus dem 18. Jahrhundert
- Schloss Le Thard aus dem 15. Jahrhundert

## Persönlichkeiten
- Alexis Lemaître (1864–1939), Erzbischof von Karthago